# Condate purpurea
Condate purpurea là một loài bướm đêm trong họ Erebidae.